# Aeromarine Airways
Aeromarine Airways, wcześniej Aeromarine West Indies Airways – jedna z pierwszych amerykańskich linii lotniczych.  
Firma działała w latach 1920-24, w tym czasie przewiozła ponad 30 tysięcy pasażerów, przetransportowała prawie 100 tysięcy funtów ładunków (ok. 45 tysięcy kilogramów), jej samoloty przeleciały ponad milion mil (1,6 milionów kilometrów). W czasie kilku lat działalności należało do niej wiele pionierskich osiągnięć w historii amerykańskiej awiacji cywilnej, była to pierwsza amerykańska linia lotnicza, która przewiozła międzynarodową pocztę lotniczą, rozpoczęła regularne loty międzynarodowe, oferowała kompleksowe usługi przewozowe (pasażerowie, poczta, przesyłki ekspresowe), wyświetlała filmy w czasie lotów, wprowadziła oznakowania/przywieszki na bagaż i otworzyła własną kasę biletową.

## Historia
Linia lotnicza Aeromarine West Indies Airways powstała w październiku 1920 przez połączenie Aeromarine Sightseeing and Navigation Company (należącej do Aeromarine Sightseeing and Navigation Company) i Florida West Indies Airways Incorporated. Florida West Indies Airways Incorporated wygrała niewiele wcześniej przetarg na dostawę przesyłek lotniczych United States Postal Service do Hawany, ale nie posiadała samolotów do obsługi kontraktu. Pierwszy lot nowej linii lotniczej odbył się 1 listopada 1920 i nowa firma, Aeromarine West Indies Airways, rozpoczęła regularne loty pomiędzy Key West i Hawaną. Firma używała tylko jednego typu samolotu - Aeromarine 75, lot pomiędzy Stanami Zjednoczonymi, a Kubą trwał 60 minut (podróż statkiem trwała około ośmiu godzin).
Samoloty miały dwie kabiny pasażerskie łącznie mieszczące 11 osób w komfortowych warunkach. W pełni załadowane pasażerami mogły też przewozić około 100 funtów dodatkowego bagażu (ok. 45 kilogramów). Łodzie latające były reklamowane jako bardzo bezpieczne („zawsze mamy lotnisko ze sobą”), ich pilotami byli zazwyczaj piloci wojskowi United States Navy. W pierwszym sezonie otworzono także trasę pomiędzy Miami i Bimini.
Wiosną 1921, linie zmieniły nazwę na Aeromarine Airways i w lecie otworzyły dodatkowe trasy pomiędzy Nowym Jorkiem, Atlantic City i Southhampton, latając także na Long Island, Newport i Lake George. Zimą 1921 firma rozszerzyła ofertę na loty do Palm Beach i Nassau, była wówczas popularnie nazywana Highball Express (w luźnym tłumaczenie - Ekspres Alkoholowy) - po wprowadzonej wówczas prohibicji w Stanach Zjednoczonych oferowała loty z „suchych” Stanów Zjednoczonych na „mokre” wyspy karaibskie, gdzie można było konsumować alkohol.
W czasie kilku lat jej działalności, do Aeromarine Airways należało wiele pionierskich osiągnięć w historii amerykańskiej awiacji cywilnej, była to pierwsze amerykańska linia lotnicza, która przewiozła międzynarodową pocztę lotniczą, rozpoczęła regularne loty międzynarodowe, oferowała kompleksowe usługi przewozowe (pasażerowie, poczta, przesyłki ekspresowe), wyświetlała filmy w czasie lotów, wprowadziła oznakowania/przywieszki na bagaż i otworzyła własną kasę biletową.
13 stycznia 1923 jeden z samolotów firmy, Columbus, przymusowo wodował w czasie lotu do Hawany - w katastrofie zginęły cztery osoby, co ostatecznie przyczyniło się do zamknięcia linii. Po katastrofie znacznie podniesiono opłaty ubezpieczeniowe i firma nie była w stanie udźwignąć powiększonych kosztów, co ostatecznie doprowadziło do jej zamknięcia w 1924.